# Krypviva
Krypviva (Primula juliae) är en viveväxtart som beskrevs av Kusnez. Enligt Catalogue of Life ingår Krypviva i släktet vivor och familjen viveväxter, men enligt Dyntaxa är tillhörigheten istället släktet vivor och familjen viveväxter. Arten har ej påträffats i Sverige. Inga underarter finns listade i Catalogue of Life.

## Bildgalleri

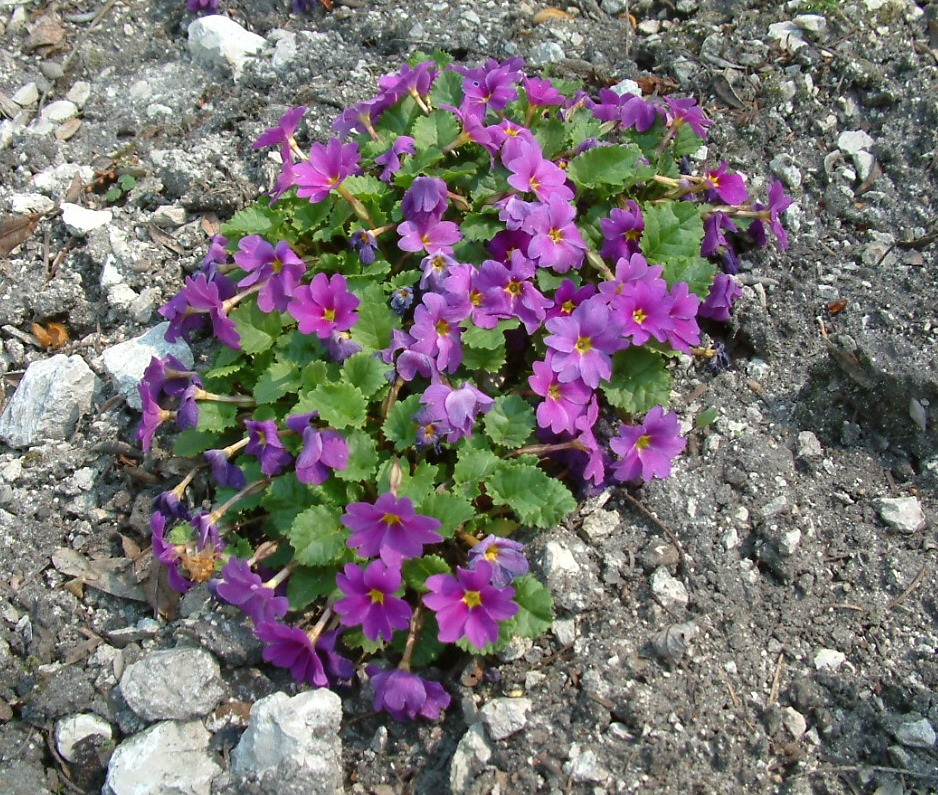
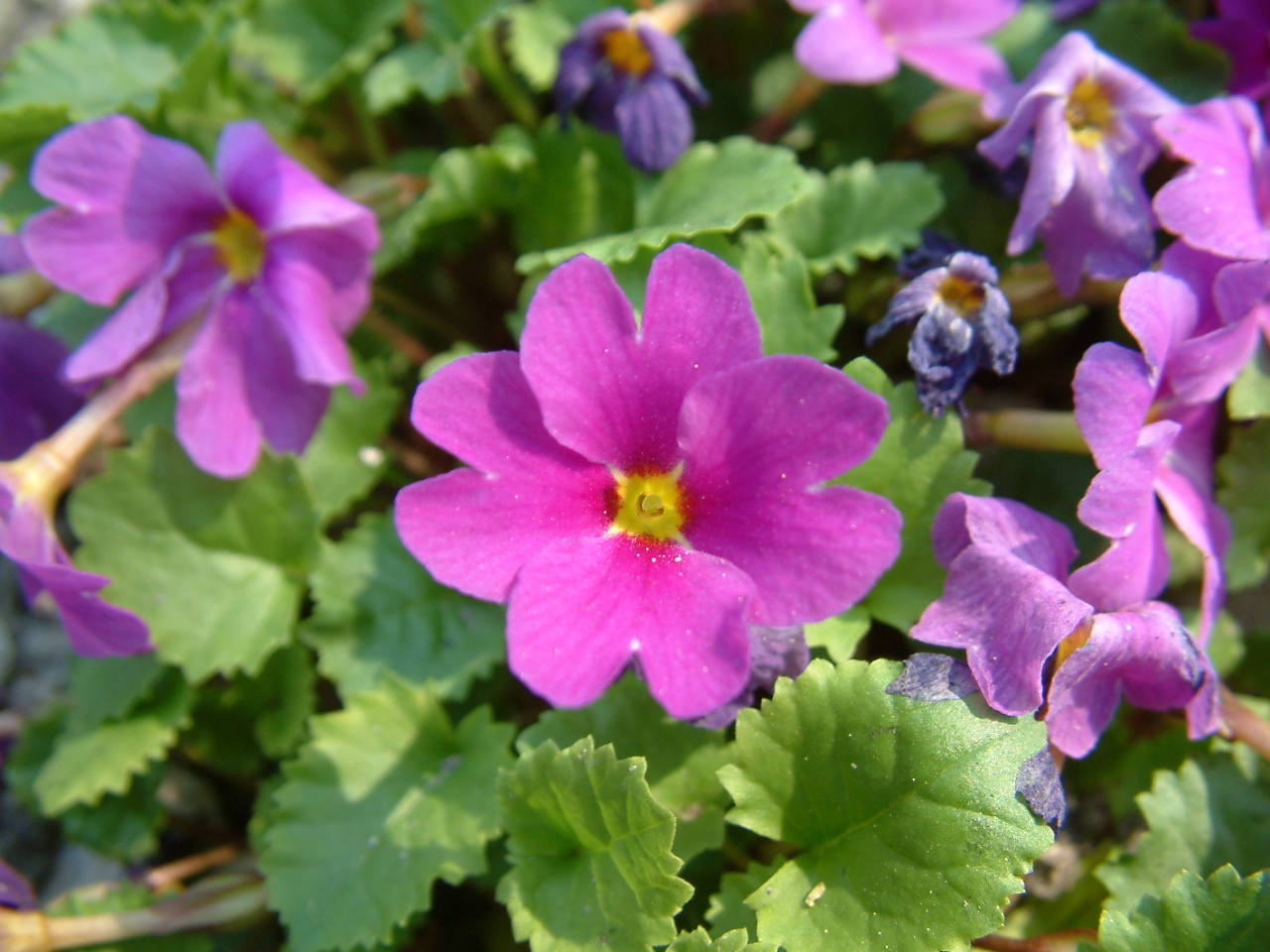
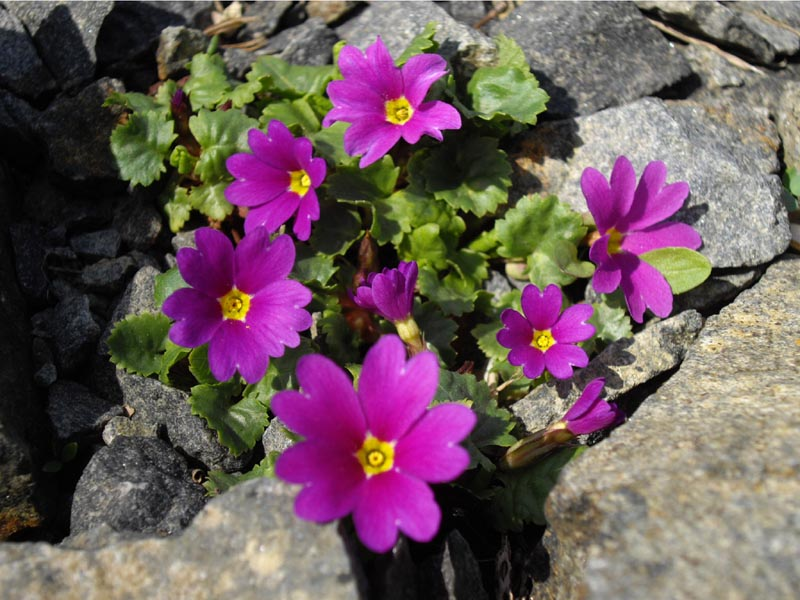
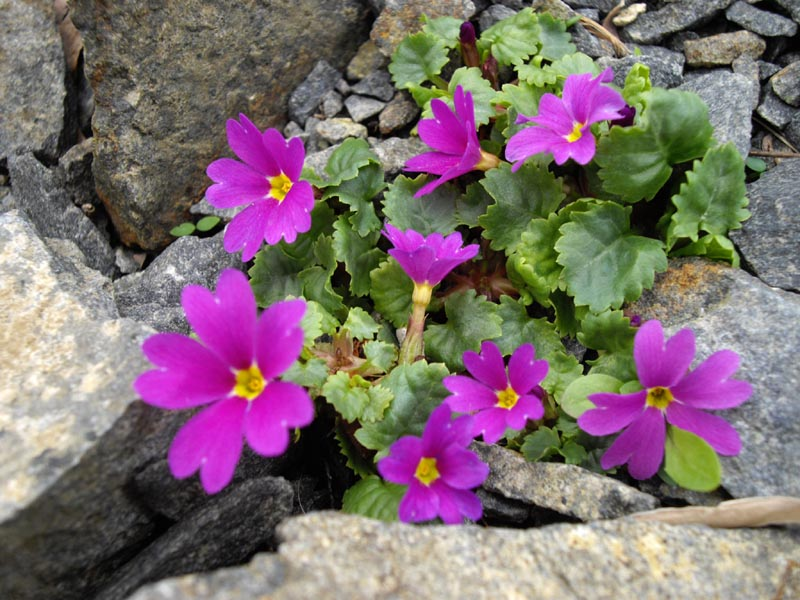
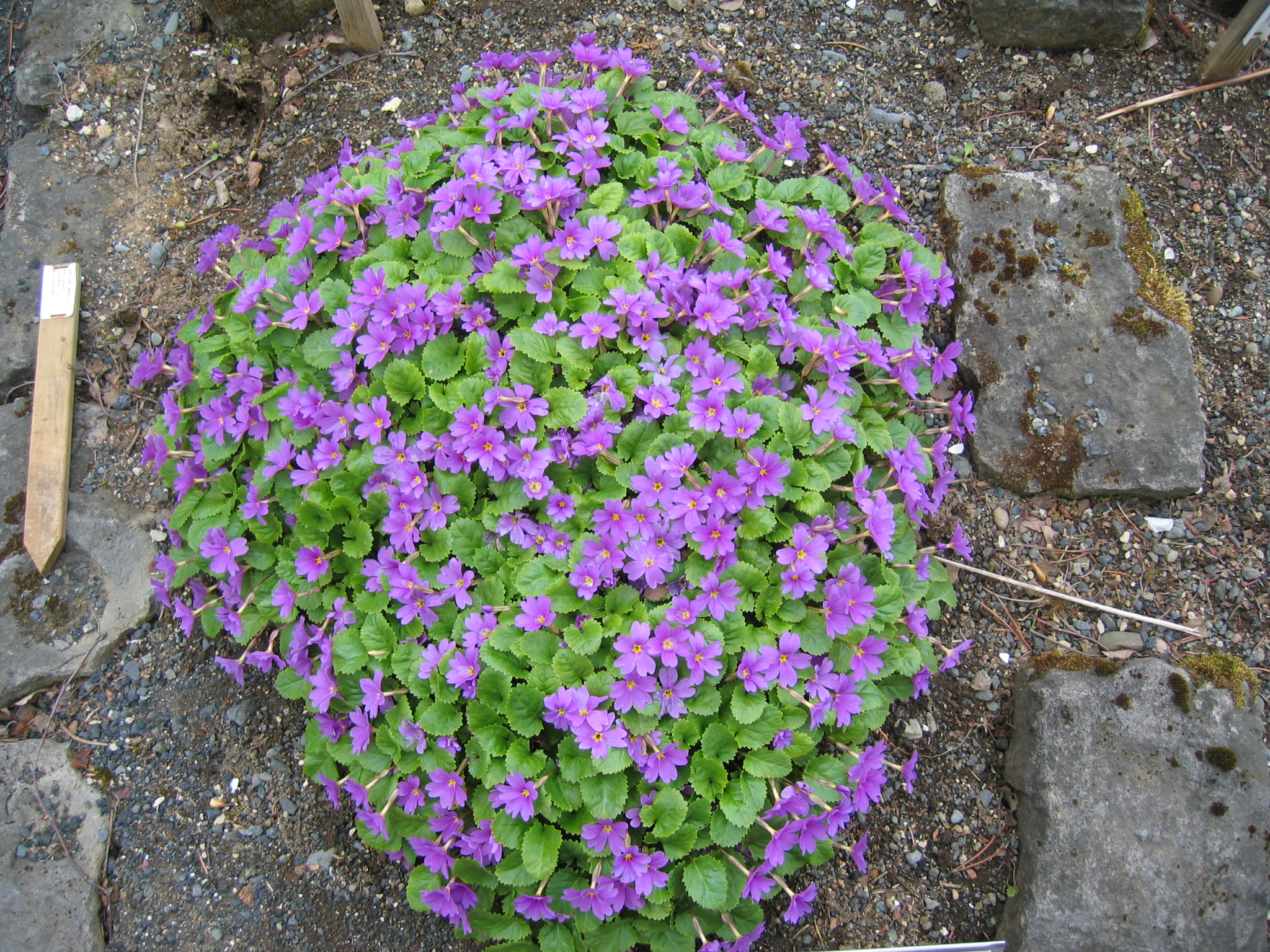
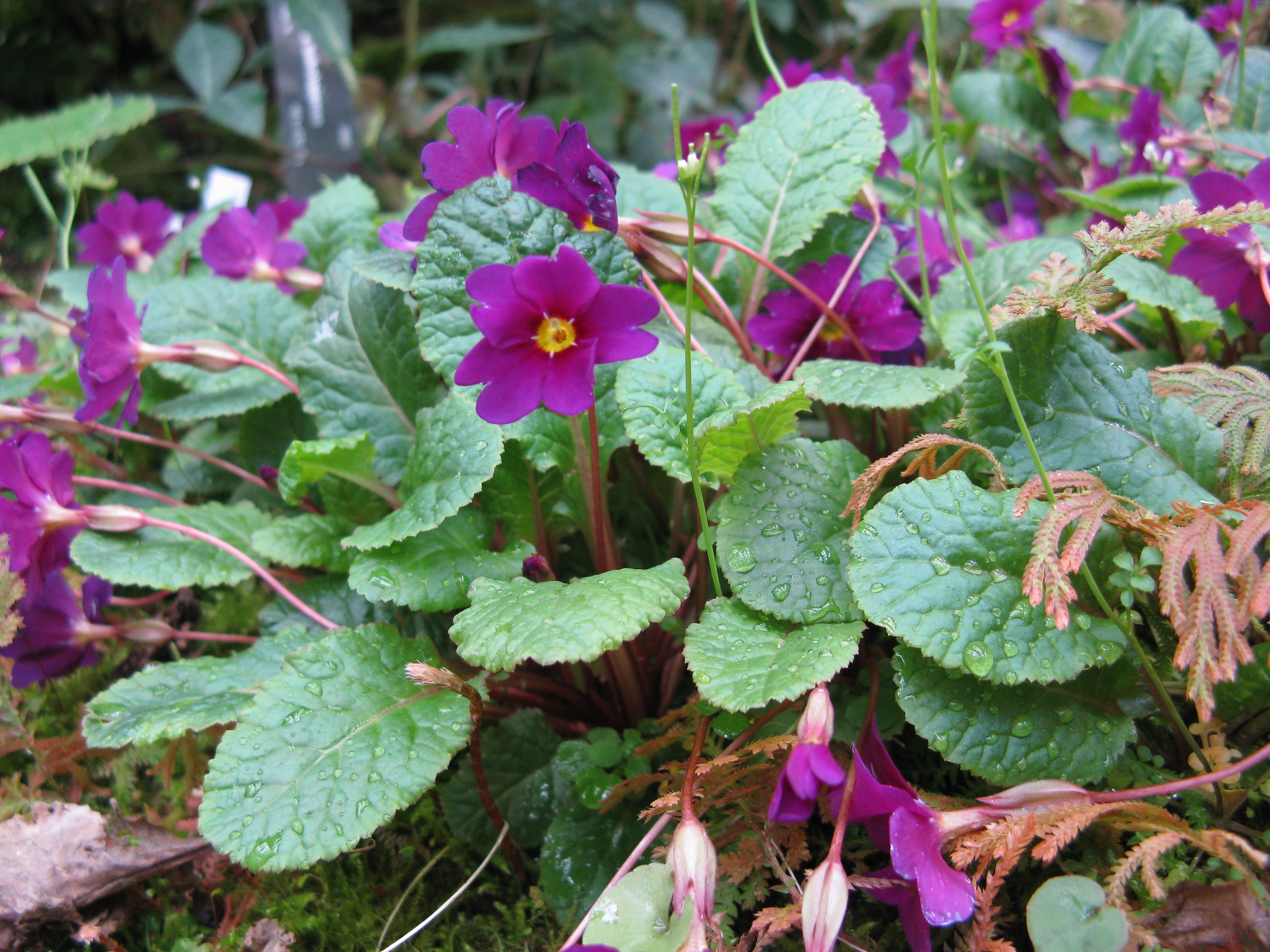